# Garda Financiară
Garda Financiară a fost o autoritate publică de control, subordonată Agenției Naționale de Administrare Fiscală (ANAF), care avea ca atribuții controlul în domeniul financiar, economic și vamal, în vederea prevenirii și sancționării a actelor de evaziune și fraudă fiscală. Instituția a fost înființată pentru prima dată în anul 1918 și a funcționat până în 2013, când atribuțiile sale fiind preluate de „Direcția Generală Antifraudă Fiscală” (DGAF).

## Competențe
Garda Financiară putea constata acte și fapte care au avut ca efect evaziunea și frauda fiscală, stabilind implicațiile fiscale ale acestora și dispunând, în condițiile Codului de Procedură Fiscală, luarea măsurilor asiguratorii - impunerea sechestrului - ori de câte ori există pericolul ca debitorul să se sustragă de la urmărire, să-și ascundă ori să-și risipească averea.
De asemenea, comisarii Gărzii Financiare pot efectua, în exercitarea controlului operativ și inopinat, monitorizări și verificări necesare prevenirii, descoperirii și combaterii faptelor de evaziune fiscală.
Din ianuarie 2010, Garda Financiară a dobândit noi competențe, în principal de a încheia acte de control pentru stabilirea stării de fapt fiscale și constatarea împrejurărilor în săvârșirea unor fapte prevăzute de legea penală în domeniul financiar-fiscal.
Garda Financiară are în structură:
- Comisariatul General numit de ministrul finanțelor publice;
- Secțile județene și Secția Municipiului București.

Garda Financiară a raportat la sfârșitul anului 2009 o contribuție de peste 2.240 de milioane de lei (peste 530 de milioane de euro) către bugetul de stat, bani provenind din recuperarea arieratelor raportate de operatorii economici privind obligațiile neachitate la termenele legale.
Prin OUG nr. 74/2013, a fost desființată Garda Financiară și a fost înființată „Direcția Generală Antifraudă Fiscală” (DGAF).